# METS-IR
El Score Metabólico para la Resistencia a la Insulina o METS-IR por sus siglas en inglés, es una aproximación matemática desarrollada para cuantificar la sensibilidad hepática a la insulina utilizando parámetros de ayuno. Fue desarrollado por los investigadores Omar Yaxmehen Bello-Chavolla, Carlos Alberto Aguilar Salinas y colaboradores en la Unidad de Investigación en Enfermedades Metabólicas del Instituto Nacional de Ciencias Médicas y Nutrición durante 2018. METS-IR es una alternativa no basada en mediciones de insulina de ayuno al SPINA Carb u HOMA-IR (Homeostatic model assessment) para el diagnóstico clínico de resistencia a la insulina en humanos. Hasta ahora, METS-IR ha sido validado para la estimación de riesgo cardiometabólico en población latinoamericana.

## Desarrollo y validación
El cálculo del score se realiza mediante mediciones en ayuno de glucosa, colesterol en lipoproteínas de alta densidad, triglicéridos en ayuno y la estimación del índice de masa corporal (IMC). Fue desarrollado y validado mediante regresión lineal contra el valor M ajustado por masa libre de grasa obtenido a partir de una pinza euglucémica hiperinsulinémica, demostrando una alta correlación en sujetos de estudio en población Mexicana (r=-0.622). La fórmula para estimarlo se obtiene mediante:
{\displaystyle METS-IR={\frac {\ln[2*Glucosa(mg/dL)+Trigliceridos(mg/dL)]*IMC(kg/m^{2})}{\ln[HDL-C(mg/dL)]}}}
METS-IR fue validado contra la pinza euglucémica hiperinsulinémica, el estándar de oro para estimar sensibilidad a la insulina, así como contra el modelo mínimo para estimar sensibilidad a la insulina en humanos. En un estudio de cohorte de 6,144 individuos de población abierta se demostró que un valor de METS-IR >50.0 aumenta hasta tres veces el riesgo de desarrollar diabetes mellitus tipo 2 en una media de tres años y permite el diagnóstico de resistencia a la insulina. Además, un estudio reciente en población China demostró un adecuado desempeño y concordancia para la identificación de síndrome metabólico. METS-IR demostró buen desempeño diagnóstico para la identificación de aumentos en el tejido adiposo visceral y subcutáneo, así como hiperinsulinemia y acumulación de grasa ectópica en hígado y páncreas.

## Comparación con otros estimadores
METS-IR ha demostrado mejor desempeño diagnóstico y correlación con sensibilidad periférica a la insulina en población Mexicana, comparada con el índice triglicéridos-glucosa (TyG), la proporción triglicéridos/HDL-C (TG/HDL-C) y el índice TyG multiplicado por IMC. Su utilidad en población China para el diagnóstico de síndrome metabólico fue contrastada con los índices TyG y TG/HDL-C, demostrando superioridad de estos últimos. Los autores sugieren que las diferencias en desempeño entre poblaciones podrían atribuirse a las diferencias étnicas en composición corporal. Es relevante la evaluación del desempeño de subrogados de sensibilidad a la insulina en diversas poblaciones debido al efecto que ejerce la etnicidad en su eficacia.